# Grande Prêmio da Grã-Bretanha de 1966
Resultados do Grande Prêmio da Grã-Bretanha de Fórmula 1 realizado em Brands Hatch à 16 de julho de 1966. Quarta etapa da temporada, foi vencida pelo australiano Jack Brabham.

## Resumo
A Ferrari não participou desta corrida em solidariedade a uma greve de metalúrgicos na Itália.

## Classificação da prova
| Pos. | Nº | Piloto         | Construtor          | Voltas | Tempo/Diferença   | Grid | Pontos |
| ---- | -- | -------------- | ------------------- | ------ | ----------------- | ---- | ------ |
| 1    | 5  | Jack Brabham   | Brabham-Repco       | 80     | 2:13:13.4         | 1    | 9      |
| 2    | 6  | Denny Hulme    | Brabham-Repco       | 80     | + 9.6             | 2    | 6      |
| 3    | 3  | Graham Hill    | BRM                 | 79     | + 1 volta         | 4    | 4      |
| 4    | 1  | Jim Clark      | Lotus-Climax        | 79     | + 1 volta         | 5    | 3      |
| 5    | 11 | Jochen Rindt   | Cooper-Maserati     | 79     | + 1 volta         | 7    | 2      |
| 6    | 14 | Bruce McLaren  | McLaren-Serenissima | 78     | + 2 voltas        | 13   | 1      |
| 7    | 7  | Chris Irwin    | Brabham-Climax      | 78     | + 2 voltas        | 12   |        |
| 8    | 22 | John Taylor    | Brabham-BRM         | 76     | + 4 voltas        | 16   |        |
| 9    | 25 | Bob Bondurant  | BRM                 | 76     | + 4 voltas        | 14   |        |
| 10   | 19 | Guy Ligier     | Cooper-Maserati     | 75     | + 5 voltas        | 17   |        |
| 11   | 24 | Chris Lawrence | Cooper-Ferrari      | 73     | + 7 voltas        | 19   |        |
| NC   | 21 | Bob Anderson   | Brabham-Climax      | 70     | Não classificado  | 10   |        |
| NC   | 20 | Jo Siffert     | Cooper-Maserati     | 70     | Não classificado  | 11   |        |
| Ret  | 12 | John Surtees   | Cooper-Maserati     | 67     | Transmissão       | 6    |        |
| Ret  | 18 | Jo Bonnier     | Brabham-Climax      | 42     | Embreagem         | 15   |        |
| Ret  | 2  | Peter Arundell | Lotus-BRM           | 32     | Câmbio            | 20   |        |
| Ret  | 4  | Jackie Stewart | BRM                 | 17     | Engine            | 8    |        |
| Ret  | 17 | Mike Spence    | Lotus-BRM           | 15     | Vazamento de óleo | 9    |        |
| Ret  | 16 | Dan Gurney     | Eagle-Climax        | 9      | Motor             | 3    |        |
| Ret  | 23 | Trevor Taylor  | Shannon-Climax      | 0      | Motor             | 18   |        |

## Tabela do campeonato após a corrida
|   | Pos. | Piloto          | Pontos |
| - | ---- | --------------- | ------ |
|   | 1    | Jack Brabham    | 21     |
| 3 | 2    | Jochen Rindt    | 11     |
| 5 | 3    | Denny Hulme     | 10     |
| 2 | 4    | Lorenzo Bandini | 10     |
| 2 | 5    | John Surtees    | 9      |

|   | Pos. | Construtor      | Pontos |
| - | ---- | --------------- | ------ |
| 1 | 1    | Brabham-Repco   | 21     |
| 1 | 2    | Ferrari         | 21     |
|   | 3    | BRM             | 13     |
|   | 4    | Cooper-Maserati | 11     |
| 1 | 5    | Lotus-Climax    | 3      |

- Nota: Somente as primeiras cinco posições estão listadas. Apenas os cinco melhores resultados de cada piloto ou equipe eram computados visando o título. Neste ponto esclarecemos: na tabela dos construtores figurava somente o melhor colocado dentre os carros de um time.